# Claudio Morandini

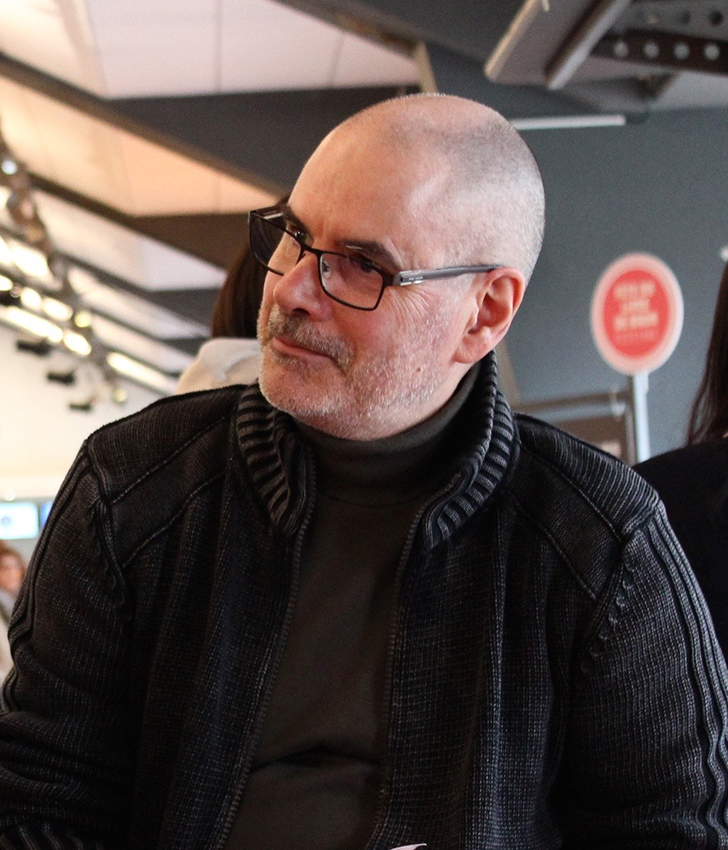
Claudio Morandini

Claudio Morandini (Aosta, 8 maggio 1960) è uno scrittore italiano.

## Biografia
Ha insegnato Lettere e Latino presso il liceo scientifico "Édouard Bérard" di Aosta. 
Si è inizialmente dedicato alla scrittura di commedie per la radio e il teatro, per poi lavorare sul racconto breve e, in seguito, sul romanzo.
Il romanzo Rapsodia su un solo tema. Colloqui con Rafail Dvoinikov (Manni, 2010) è stato tradotto in lingua Esperanto.
Con il suo libro A gran giornate è entrato nella selezione libri del mese di settembre 2012 delle librerie La Feltrinelli, nella cinquina dei finalisti della seconda edizione del premio letterario "Il Paradiso degli Orchi", sempre nel 2012, ed è risultato vincitore della prima edizione del premio letterario "Città di Trebisacce", promosso nel 2013 dall'Istituto Culturale della Calabria "Il Musagete".
Con il romanzo Neve, cane, piede si è aggiudicato la XXIX edizione del "Premio Procida-Isola di Arturo-Elsa Morante", nella sezione Narrativa. A seguito dell'iniziativa "Modus Legendi", il libro ha raggiunto la quinta posizione nella classifica della narrativa italiana e la settima posizione in quella generale dei libri più venduti. A marzo 2017 il romanzo è uscito in Francia, a novembre dello stesso anno in Cile, a gennaio 2018 in Turchia, a inizio 2020 nel Regno Unito (la cui traduzione si è aggiudicata il Peirene Stevns Translation Prize) e in seguito in altri Paesi.
Il romanzo Le pietre (2017) è tradotto in Francia (dove è selezionato al Prix Littéraire Marco Polo Venise e al Prix Hors Champ ) e in Turchia. L'opera, nel luglio 2021, è stata distribuita nel circuito delle edicole in allegato alle testate del Gruppo Editoriale GEDI, nella collana "Storie di montagna".
A settembre 2018 è uscito per Adriano Salani Editore il suo primo romanzo per ragazzi, Le maschere di Pocacosa, nella collana promossa dal CAI, che è stato selezionato per il concorso delle scuole secondarie di primo grado "La pagina che non c'era".
A giugno 2019 va in libreria il suo romanzo Gli oscillanti, che dà avvio al suo percorso con la casa editrice Bompiani.
Nel giugno del 2021 l'editore Bompiani pubblica nella nuova collana "Le finestre" un'edizione rivista e ampliata di nuovi capitoli di Neve, cane, piede.
A ottobre del 2021, l'edizione tascabile francese di Neve, cane, piede, ripubblicata a inizio anno da Éditions Anacharsis e tradotta sempre da Laura Brignon, vince il Prix Lire en Poche de littérature traduite.
Il suo romanzo Catalogo dei silenzi e delle attese, in libreria dal 30 marzo 2022 per Bompiani, viene presentato il giorno dell'uscita in una serata all'interno della Saison Culturelle Littérature presso il Teatro Splendor di Aosta.
Il 7 giugno 2023, nell'ambito del Festival Cinemambiente di Torino, a Morandini viene assegnato il Premio Le Ghiande, poiché, come si legge nella motivazione della giuria, nelle sue opere «l’ambiente non è uno sfondo, bensì un personaggio a tutto tondo. È presenza perturbante con una volontà tutta sua che si mescola, intralcia e scompagina le intenzioni degli umani [...]».

## Opere

### Romanzi
- Nora e le ombre, Bari, Palomar, 2006, ISBN 88-7600-173-5
- Le larve, Bologna, Pendragon, 2008, ISBN 978-88-8342-648-3
- Rapsodia su un solo tema. Colloqui con Rafail Dvoinikov, San Cesario di Lecce, Manni, 2010, ISBN 978-88-6266-242-0
- Il sangue del tiranno, Milano, Agenzia X, 2011, ISBN 978-88-95029-48-1
- A gran giornate, Bologna, La Linea, 2012, ISBN 978-88-97462-20-0
- Neve, cane, piede, Roma, Exòrma Edizioni, 2015, ISBN 978-88-98848-24-9; nuova edizione: Milano, Bompiani, 2021, ISBN 978-88-301-0669-7
- Le pietre, Roma, Exòrma Edizioni, 2017, ISBN 978-88-98848-43-0
- Gli oscillanti, Milano, Bompiani, 2019, ISBN 978-88-452-9551-5
- Catalogo dei silenzi e delle attese, Milano, Bompiani, 2022, ISBN 978-88-301-0570-6
- La conca buia, Milano, nottetempo, 2023. ISBN 979-12-5480-084-3

### Romanzi per ragazzi
- Le maschere di Pocacosa, Milano, Salani Editore, 2018, ISBN 978-88-938-1632-8

### Racconti
- Le dita fredde, in Santi – Lives of Modern Saints, a cura di Luca Dipierro, Baltimora (USA), Black Arrow Press, 2007
- Fosca. Una novella valdostana, in Nero Piemonte e Valle d'Aosta. Geografie del mistero, a cura di Barbara Balbiano, Roma, Giulio Perrone Editore, 2010
- Cupio dissolvi, in Prendi la DeLorean e scappa, a cura di Andrea Malabaila, Torino, Las Vegas Edizioni, 2015
- Nel ventre della bestia, per davvero, in Comincia adesso, a cura di Simone Scaffidi, Torino, Eris Edizioni, 2016
- I custodi, in Questo libro si può anche leggere, Torino, Autori Riuniti, 2016
- Miodesopsia, forse, su «Nuovi Argomenti» n. 78, aprile-giugno 2017, Milano, Mondadori, 2017
- In immagine di pietra, in La regale marginalità, a cura di Marino Magliani e Stefano Costa, Saluzzo, Fusta Editore, 2017
- Salmi e dinosauri, in Vinyl. Storie di dischi che cambiano la vita, a cura di Luca Martini e Gianluca Morozzi, Milano, Morellini Editore, 2017
- Pietra, ancora, su «Il Maradagàl» n. 2, febbraio 2018, Milano, Marco Saya Edizioni, 2018
- Da Amilcare Morra, poeta, in Il postino di Mozzi, a cura di Fernando Guglielmo Castanar, Cagliari, Arkadia Edizioni, 2019
- Massimino e gli Usignoli, in Identici, a cura di Pier Domenico Baccalario, Milano, Salani Editore, 2019
- Le spiagge del Nord, in «Extra» - «Corriere Romagna», a cura di Marco Nardini, 29 giugno 2019 [19]
- Il diavolo!, in «Quattro» n. 2, Parma, Nuova Editrice Berti, 2022
- Allegro ma non proprio, in «The Florence Review» n. 2, a cura di Alessandro raveggi e Martino Baldi, traduzione di Clarissa Botsford, Firenze, Le Lettere, 2022 [20]
- La parentesi, in «Trema» n. 2, a cura di Emanuela Cocco, Salerno, Arcoiris edizioni, 2023 [21]
- Complementi d’arredo, in «Turchese» n. 4, Torino, Supertrampsclub, 2023 [22]
- Croissant!, in «L’autoroute de sable» n. 5, traduzione di Laura Brignon, a cura di Grégory Le Floc, 20 febbraio 2023 [23]

### Non-fiction

#### Contributi in opere collettive
- Lettera a Perelà, in Letteratitudine 3, a cura di Massimo Maugeri, Bari, LiberAria, 2017
- Valle d'Aosta, un gigante come guida, in Attraverso l'Italia, Milano, Touring Editore, 2017
- Contributi letterari in Guide verdi d'Italia: Valle d'Aosta, Milano, Touring Editore, 2019
- Valle d'Aosta, un gigante come guida, in Il nostro viaggio in Italia, Milano, Touring Editore, 2020
- Io e il ghiacciaio. Divagazioni sul Planpincieux, in Italia dei territori, Milano, Touring Editore, 2020
- Roman Wunderkammer, in «Bastille Magazine» n. 16, traduzione di Laura Brignon, Paris, Bastille Média, aprile 2023 [24]

## Premi e riconoscimenti
"Alla carriera":
- Premio Le Ghiande (2023) - per la produzione letteraria a tema ambientale[25]

Per A gran giornate:
- Premio Città di Trebisacce (2013)
- Finalista al Premio Il Paradiso degli Orchi (2013)

Per Neve, cane, piede:
- Premio Procida-Isola di Arturo-Elsa Morante (2016)[26]
- Finalista al Premio Letterario Città Lugnano (2016)
- Selezionato per il Premio Bookciak, Azione! (2016)
- Modus Legendi (2017)

Per Le maschere di Pocacosa:
- Selezionato al concorso La pagina che non c'era (2019)

Per Snow, dog, foot (traduzione inglese di Neve, cane, piede):
- Peirene Stevns Translation Prize (2019)
- Secondo classificato al John Florio Prize (2022)

Per Les Pierres (traduzione francese de Le pietre):
- Selezionato al Prix Littéraire Marco Polo Venise (2019)
- Selezionato al Prix Hors Champ (2020)

Per Le chien, la neige, un pied (traduzione francese di Neve, cane, piede)
- Prix Lire en Poche (2021)